# Wum (Kamerun)
Wum ist die Hauptstadt des Départements Menchum in der Nordwest-Region von Kamerun. Die Einwohnerzahl lag im Jahr 2005 bei 27.218 Einwohnern.

## Geographie
Wum liegt auf einem Plateau an einer Landhöhe von etwa 1100 m ü. d. M. Die Stadt liegt 50 km nördlich der Provinzhauptstadt Bamenda. Der See Wum ist einer von fünf Kraterseen, die in einer vulkanischen Landschaft ca. 15 km von der Stadt entfernt gelegen sind.

## Ereignisse
Im August 1986 starben mehr als 40 Menschen durch toxische Gase aus dem Kratersee Nios.
Im Jahr 2005 kam es zu Auseinandersetzungen zwischen ansässigen Kleinbauern und Nomaden, die wegen anhaltender Dürre im Norden in südliche Regionen auswichen und deren Vieh auf den Anbauflächen der Farmer weidete. Besonders spektakulär wurden Protestmärsche von Frauen, die – völlig nackt (die Nacktheit von Frauen bedeutet in diesem Zusammenhang einen Fluch) – zu tausenden in die Stadt marschierten und anschließend wochenlang die lokalen Verwaltungsgebäude blockierten.

## Bevölkerung
Die Bevölkerungsentwicklung der Stadt:
| Jahr          | Einwohner |
| ------------- | --------- |
| 1976 (Zensus) | 16.226    |
| 1987 (Zensus) | 27.489    |
| 2005 (Zensus) | 27.218    |